# Pseudeumastacops constantensis
Pseudeumastacops constantensis är en insektsart som beskrevs av Marius Descamps 1982. Pseudeumastacops constantensis ingår i släktet Pseudeumastacops och familjen Eumastacidae. Inga underarter finns listade i Catalogue of Life.